# Лазар Дончев
Лазар Дончев Петров е български политик от БКП.

## Биография
Роден е на 21 януари 1937 г. в ловешкото село Дълбок дол. През 1959 г. завършва Агрономическия факултет на Висшия селскостопански институт „Георги Димитров“ в София. На следващата година става член на БКП. През 1961 г. става инструктор в комитета на БКП в Ловеч. След това е заместник-завеждащ отдел „Организационен“. От 1961 до 1966 г. е първи секретар на Окръжния комитет на ДКМС в Ловеч. Впоследствие е кандидат-член на Бюрото на Окръжния комитет на БКП и член на ЦК на ДКМС. От 1966 до 1969 г. е завеждащ отдел „Селскостопански“ в Окръжния комитет на БКП. По-късно е председател на Окръжния съвет на Българските професионални съюзи. През 1971 г. е секретар по въпросите на селското стопанство в ОК на БКП в Ловеч. От 1986 г. е първи секретар на Окръжния комитет на БКП в Ловеч. Между 1981 и 1990 г. е кандидат-член на ЦК на БКП.